# Ali G

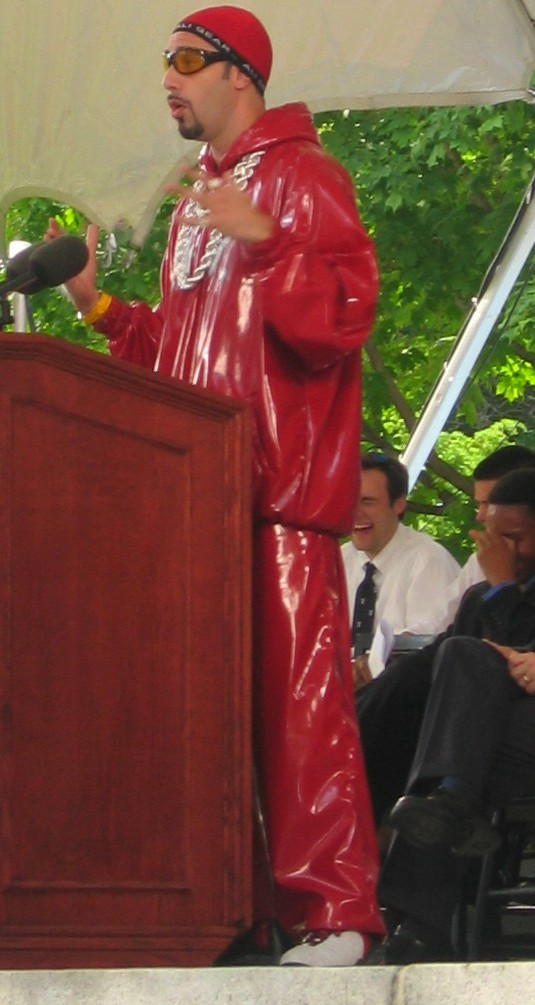
Ali G — головний персонаж шоу Da Ali G Show

Ali G — сатиричний псевдонім, що вигадав та використовує англійський комік Саша Барон Коен (англ. Sacha Baron Cohen).

## Історія
Ali G уперше з'явився у шоу Channel 4's Eleven O'Clock як «голос молоді». Він брав інтерв'ю у багатьох відомих людей у Великій Британії, які, побоюючись виглядати «не крутими», були втягнуті у незручну та незвичну для них гру у дурня, завдяки його особливій манері проведення інтерв'ю, яка полягає у видаванні себе за йолопа.
Одне з найцікавіших інтерв'ю було з модельєром одягу. Ali G висловив думку, що бюстгалтери потрібно заборонити як такі, що вводять чоловіків у оману, удаючи жіночі груди більшими, ніж вони є насправді; він розповів випадок про те, як він розчарувався, коли дізнався, що дівчина, яку він «зняв», носила бюстгальтер задля збільшення розміру грудей. Також він запитав, чи не радий той модельєр через те, що було вбито Джанні Версаче, бо ж це зменшило конкуренцію, а також заявив, що має чутки про те, що вбивство скоїв Кальвін Кляйн. (Це була пародія на чутки, які поширювалися після смертей афро-американських реперів Тупака Шакура та Notorious B.I.G..
Ali G швидко здобув статус медіа феномену у Великій Британії, розпочавши своє шоу. Також він з'явився у кліпі Мадонни «Music» у ролі водія лимузина, а також записав свій альбом у стилі регі з репером Shaggy. В 2002, він зіграв головну роль у стрічці «Ali G Indahouse», в якому його було обрано у парламент Великої Британії, де він намагався захистити свій район Стейнс від знесення. Він також є головним персонажем «Da Ali G Show», де також представлено 2 інших його персонажа: Борат Сагдієв (Borat Sagdiyev), іноземний репортер з Казахстану; та Бруно, репортер моди на вигаданому Австрійському каналі для содомітів та педерастів Gay TV.
У 2006 році було знято фільм Борат, в якому Саша зіграв роль казахського журналіста. В деяких країнах фільм заборонено до перегляду як расистський та пропагандуючий гей-культуру.

## Суперечки
Sacha Baron Cohen не є чорним, але через те, що він грає персонажа, який намагається бути чорним, який є тупим, самозакоханим та не поважає жінок, його звинувачують у расизмі та висміюванні чорної культури. Прем'єра його фільму у West End була зустрінута антирасистськими демонстраціями. Однак, інші вважають, що заяви про те що чорна культура не може бути об'єктом для пародії, є расистськими самі.

## Ali G у академічних дослідженнях
Цей персонаж є дуже цікавим з боку соціологічних досліджень, і в останні роки він стає центральною темою академічних дискусій в вищих навчальних закладах Великої Британії та США, які стосуються тем чорної міської субкультури та різницях між соціальними класами. Є деякі питання щодо того, чи можна вважати персонаж Ali G чорним чи він є пародією на міських білих молодиків, які намагаються надибати значимості, вбираючи у себе риси та поведінку чорної міської культури.
Популярна фраза Ali G «Is it 'cos I is black?» («Це тому, що я — чорний?») була використана як заголовок тезису Оксфордського Університету (1) про досягнення афроамериканців, з дослідженнями, що було опубліковано у виданнях BBC News та The Guardian.
Ali G також сприймають як відтворення того, як не чорні не американці набираються чорної субкультури. Через те, що Baron Cohen є представником середнього класу, закінчивши Кембриджський університет, що грає міського мешканця Англії, що поводиться неначе мешкає у гетто, шоу отримало досить великі оцінки та позитивні відгуки. За думкою багатьох критиків, Ali G робить сатиру не з чорних мешканців гетто, а з не чорних, які намагаються поводити себе як чорні.

## Легенда
Ali G є одним з учасників гурту (не музикального) «West Staines Massiv» — «Масив Західного Стейнсу», мешкає у бунгало на вул. Cherry Blossom Close 36, у самому серці «Staines Ghetto» — «Стейнс Гетто». Він навчався у закладі, який він називає «da Matthew Arnold Skool» — «Школа Меть'ю Арнольда». Стейнс — це передмістя з мешканцями середнього класу на захід від Лондона. Довгий час Стейнс був об'єктом для жартів і з точки зору демографічного складу він зовсім несхожий на американські гетто, але Ali G його уявляє саме так, наче він на вулицях американських кварталів, він ототожнює себе із гангстер-культурою (хіп-хоп та ін.).